# Cornelius Horan
Cornelius "Neil" Horan (Knockeenahone, 22 de abril de 1947) es un exsacerdote irlandés, conocido por sus irrupciones en eventos de máxima audiencia para interrumpirlos o estorbar su normal desarrollo. 
Invadió la pista de la prueba de maratón en los Juegos Olímpicos de Atenas 2004, empujando al maratonista brasileño Vanderlei de Lima que marchaba en primer lugar de la prueba en ese momento.
Anteriormente, también había entrado al circuito de Silverstone, al Gran Premio de Gran Bretaña de Fórmula 1 de 2003, ganado por el piloto brasileño Rubens Barrichello, portando una pancarta con la frase "Lea la Biblia. La Biblia siempre está en lo correcto".
En la inauguración de la Copa Mundial de Fútbol de 2006 en Alemania, Horan quiso intervenir el espectáculo, provocando al público con el saludo nazi, pero fue sacado por la policía.
Tiene su propio estereotipo, usa boina de color verde, chaleco y camisa del mismo color, al igual que su corbata, medias largas hasta la rodilla (del mismo color) y una falda (en el centro tiene la estrella judía).
Se considera a sí mismo como un profeta.

## Primeros años y vida de sacerdote
Horan nació el 22 de abril de 1947 en Knockeenahone, en el condado de Kerry, Irlanda. Es el segundo de los trece hijos de Catalina Kelly y John Horan. Estudió para ser sacerdote en el Colegio de San Brendan en Killarney y en el Colegio de San Pedro en Wexford, se ordenó en 1973. En 1974 se interesó por la Comunidad apostólica de Cristo, por lo que renunció a su sacerdocio, aunque se reincorporó a este en 1980.
Horan se interesó en la profecía, llegando a publicar un libro titulado A Glorious New World Very Soon to Come (literalmente en español: Un glorioso nuevo mundo muy pronto vendrá) en el que predecía el fin del mundo. Igualmente publicó Christ Will Soon Take Power From All Governments (literalmente en español: Cristo pronto tomará el poder de todos los gobiernos.) en el cual afirma que en la segunda venida de Cristo, Jesús gobernará el mundo desde Jerusalén y las personas serán divididas en dos clases, los "Santos inmortales" que dirigirán un gobierno mundial y los "mortales ciudadanos" que serán "judíos de adopción" y llegarán a vivir 900 años.

## Gran premio de Gran Bretaña de 2003
El 20 de julio de 2003 Horan entró en la pista de carreras del gran premio de Gran Bretaña de Fórmula 1, celebrado en el circuito de Silverstone, llevaba un kilt o falda escocesa y una bandera con el texto: "Read the Bible. The Bible is always right." (Lee la biblia. La biblia siempre tiene la razón). Varios de los pilotos tuvieron que maniobrar para evitarlo y se desplegó el coche de seguridad para prevenir cualquier incidente. Horan fue sacado de la pista por el mariscal Stephen Green para posteriormente ser arrestado. Fue acusado de allanamiento agravado, cargo del que se declaró culpable y por el que fue sentenciado a dos meses en prisión.

## Derby de Epsom de 2004
El 5 de junio de 2004 Horan fue detenido por la policía en el derby de Epsom, pues consideraban que iba a entrar en el evento y correr frente a los caballos. Horan fue liberado más tarde y sin cargos, aunque la policía hizo circular información sobre él a otros eventos deportivos próximos.

## Juegos olímpicos de Atenas 2004
El 29 de agosto de 2004 Horan viajó a Atenas, a pesar de la alta seguridad en los Juegos Olímpicos debido al temor de algún ataque terrorista, Horan logró infiltrarse dentro del maratón masculino en el kilómetro 34 de la carrera, saltando la valla de seguridad y empujando fuera de la pista al competidor brasileño Vanderlei de Lima, que en ese momento ocupaba el primer puesto y era el favorito para ganar la competencia. De Lima cayó al suelo entre el público que observaba la carrera, el cual lo ayudó a levantarse mientras que detenían a Horan. De Lima sufrió calambres durante el resto de la carrera debido al incidente, y terminó en el tercer puesto.
Horan fue arrestado por la policía de Atenas, la cual fue criticada por no haber prestado la suficiente protección al evento. Fue sentenciado por un tribunal griego a 12 meses de prisión y a una multa de 3000 euros. A pesar de que pudo ser sentenciado a 5 años de prisión, el juez decidió la sentencia debido al estado mental de Horan, quién luego se disculpó por los hechos.
La federación de atletismo de Brasil pidió una apelación para que a De Lima se le concediera la medalla de oro en el evento, debido a que la interferencia de Horan lo afectó en el maratón. La federación citó otros casos en que ha habido más de un ganador en otras competencias olímpicas debido a causas similares, pero su solicitud fue denegada.

## Órdenes de restricción
El 13 de abril de 2007 fue emitida una orden de restricción por conducta antisocial en su contra por sus acciones. Esta le prohíbe entrar a cualquier ciudad del Reino Unido en la que se esté realizando algún evento deportivo, y le impide acercarse al maratón de Londres, en caso de violar la orden puede ser sometido hasta a cinco años de prisión.